# Brilliance V7
La Brilliance V7 è un'autovettura prodotta dalla casa automobilistica cinese Brilliance dal 2017.

## Descrizione
La V7 è un crossover a 5 porte e 7 posti, con architettura meccanica a motore anteriore/traversale e trazione anteriore. La vettura condivide alcune componenti con la più piccola Brilliance V6. A spingere il veicolo c'è un benzina a quattro cilindri 1,6 litri turbo abbinato a una trasmissione manuale a 6 velocità o un DCT a 7 velocità.
La Brilliance V7 è stata presentata durante il salone di Guangzhou 2017.